# Walvis Bay
Walvis Bay (afrikaans: Walvisbaai, német: Walfischbucht vagy Walfischbai, jelentése "Bálna-öböl")  város Namíbiában, az Atlanti-óceán partján. Lakossága 85 ezer fő volt 2011-ben.
Az ország legnagyobb kikötője. Jelentős a halászat és a halfeldolgozó ipar.
Mivel a vizek errefelé gazdagok planktonban és tengeri élővilágban, a bálnák is nagy számban fordulnak elő. A város a nevét a 19. században kapta, az itt gyakran megforduló bálnavadászoktól. Walvis Bay 1878-ban Nagy Britanniához került, majd 1884-ben Fokföldé lett. 1910-ben a Dél-afrikai Unióhoz csatolták, 1922-től mint Namíbia részét igazgatták. A namíbiai függetlenségi tárgyalások után megint Dél-Afrikához került, majd 1994 márciusban Namíbiáé lett.

## Közlekedés
Swakopmund-ból és Windhoek-ból, továbbá Dél-Afrikából közúton megközelíthető busszal pár órás úttal (hétfő, szerda, péntek, szombat).

## Fordítás
Ez a szócikk részben vagy egészben  a   Walvis Bay című angol Wikipédia-szócikk fordításán alapul.  Az eredeti cikk szerkesztőit annak laptörténete sorolja fel. Ez a jelzés csupán a megfogalmazás eredetét és a szerzői jogokat jelzi, nem szolgál a cikkben szereplő információk forrásmegjelöléseként.